# خورخه رومو
خورخه رومو (اسپانیایی: Jorge Romo‎; ۲۰ آوریل ۱۹۲۳ – ۱۷ ژوئن ۲۰۱۴) بازیکن فوتبال اهل مکزیک بود.
از باشگاه‌هایی که در آن بازی کرده‌است می‌توان به باشگاه فوتبال دپورتیوو تولوکا اشاره کرد.
وی همچنین در تیم ملی فوتبال مکزیک بازی کرده‌است.